# ベッドマテリアルロード
ベッドマテリアルロード（英語：bed material load）は、主として河床に有意に存在する砂礫からなり、河床を構成する砂礫と交換を繰り返す流砂である。
この流砂は、河床高、河床形態、河床の粒度分布を変化させる。

## 分類
移動形式により、掃流砂と浮遊砂に分類される。
掃流砂
流れによる力を受けて河床上を転動、滑動、または河床に沿って跳躍しながら移動する、比較的大きな径の砂礫である。掃流運動は、砂粒に働く抗力、揚力、河床面砂礫との衝突による、運動量の変化などによって起こると考えられる。
浮遊砂（浮流砂）
乱れによって流水中に取り込まれ、浮遊状態で移動する細粒の流砂である。